# Chino (Nagano)
Chino (Japans: 茅野市, Chino-shi) is een stad in de prefectuur Nagano op het Japanse eiland Honshu. De stad heeft een oppervlakte van 265,88 km² en had in 2007 ongeveer 57.000 inwoners.

## Geschiedenis
Chino werd op 1 augustus 1958 een stad (shi).

## Verkeer
Chino ligt aan de Chūō-hoofdlijn van East Japan Railway Company.
Chino ligt aan de Chūō-autosnelweg en aan de  autowegen 20, 152 en 299.

## Aangrenzende steden
- Suwa
- Saku
- Ina
- Hokuto

## Geboren in Chino
- Nao Kodaira (langebaanschaatsster)
- Hiroyuki Noake (langebaanschaatser)
- Masami Kikuchi (stemacteur)